# Stade Omnisports de Bobo-Dioulasso
Das Stade Omnisports de Bobo-Dioulasso ist ein Stadion in Bobo-Dioulasso, der zweitgrößten Stadt des westafrikanischen Staates Burkina Faso.
Das Stadion wurde anlässlich der Fußball-Afrikameisterschaft 1998 errichtet, fasst 30.000 Zuschauer und verfügt über eine Laufbahn für Leichtathletikwettbewerbe. Es befindet sich im Arrondissement Konsa.